# Мъченик
Мъченик (за жена мъченица) е човек, който доброволно се подлага на мъки, гонения и смърт заради изповядване на определени възгледи. Най-често за мъченици се говори в християнството, където те се почитат особено заради голямото им мъжество и безстрашие пред страданията, като с това са дали пример за твърдо изповядване на вярата.

## Първите мъченици и ранното християнство
Пример за всички мъченици е дал Самият Христос, който доброволно принесъл себе си в жертва за изкупление на човешкия род, „бидейки послушен дори до смърт, и то смърт кръстна“ (Флп. 2:8). През първите векове (до 313 година) християнската вяра не била призната за равноправна и поради това изповядването ѝ било преследвано от римските власти, евреи и езичници. През този период гоненията срещу християните са били почти непрестанни, но в някои случаи са били постановявани лично от римския император и тогава са били повсеместни и особено жестоки. В такива години стотици и хиляди християни са били избивани заради изповядването на вярата си.
Първият мъченик, пострадал в името на Христос, е свети архидякон Стефан, който и затова е известен като първомъченик. След Възнесението на Исус Христос той бил поставен за дякон. При спор с еврейските първенци, където свети Стефан защитавал християнската вяра, той бил изправен на съд пред Синедриона и осъден да бъде убит с камъни в 37 година. А като първата мъченица, пострадала за Христос се почита света равноапостолна Текла.
Друг мъченик е Поликарп Смирненски (69 – 155 г.), продуктивен писател, който се занимава с много от щекотливите въпроси на ранното християнство. Ученик на апостол Йоан, неговото мъченичество е описано от Евсевий Кесарийски в неговата „Църковна история“.

## Наименования
Според своето житие, мъчениците се наричат още:
- Великомъченици – тези, на които се е явил самият Христос по време на страданията им.
- Свещеномъченици – мъченици, които в земния си живот са били свещеници.
- Преподобномъченици – които приживе са били монаси.

Трябва да се има предвид, че тези категоризации не са ограничени, т.е. към тях могат да бъдат прибавени други категории за светци – „благоверен“, „равноапостолен“ и т.н. Терминът „мъченик“ се употребява именно за да обозначи начина, по който те са загинали.
Интересно е да се отбележи, че българският език е сред малкото, в които терминът се превежда с дума, носеща подобна етимология. Повечето езици извеждат съответния термин от старогръцки (μάρτυς) и латински (martir), което означава „свидетел“.